# Vicente Alvarez Dizon
Vicente Alvarez Dizon (Manilla, 5 april 1905 – Angeles, 19 oktober 1947) was een Filipijns illustrator en kunstschilder.

## Biografie
Vicente Alvarez Dizon werd geboren op 5 april 1905 in Malate in de Filipijnse hoofdstad Manilla. Hij was een zoon van Jose Dizon en Rosa Alvararez. Dizon voltooide in 1928 een bachelor of Fine Arts-opleiding aan de University of the Philippines. Nadien studeerde hij met een beurs aan de Federal School of Arts in Minneapolis en aansluitend aan Yale, waar hij in 1936 een Bachelor of Fine Arts-diploma behaalde.
Dizon was illustrator voor diverse tijdschriften en kranten. Ook illustreerde hij diverse boeken, waaronder Pamana ng Lahi (1940). Hij deed grondig onderzoek naar Filipijnse klederdracht. Dit leverde een reeks van 39 schilderijen op onder de naam Development of Philippine Costumes 1500-1935. Op de Golden Gate International Exposition van 1939 won zijn schilderij After the Day’s Toil de eerste prijs. Hij versloeg daarmee onder andere de Spaanse schilder Salvador Dalí. Tijdens de Japanze bezetting van de Filipijnen gedurende de Tweede Wereldoorlog schilderde Dizon een reeks van 30 oorlogsscènes waaronder Evacuees on the move, Death March, Death of a Chaplain.
Dizon doceerde naast zijn werk als illustrator en kunstschilder ook aan de National Teachers College en voor de University of the Phillippines, waar hij uiteindelijk werd aangesteld als universitair hoofddocent. Ook was hij professor in kunst en architectuur voor de Mapua Institute of Technology van 1937 tot 1941.
Dizon overleed in 1948 op 42-jarige leeftijd. Hij was getrouwd en kreeg vier kinderen.